# Моштени (Олт)
Моштени (рум. Moșteni) насеље је у Румунији у округу Олт у општини Скиту. Oпштина се налази на надморској висини од 138 m.

## Становништво
Према подацима из 2002. године у насељу је живело 289 становника, од којих су сви румунске националности.